# Alpharetta, Georgia
Alpharetta là một thành phố nằm ở phía bắc Quận Fulton, Georgia, Hoa Kỳ và là một vùng ngoại ô của Atlanta. Theo điều tra dân số năm 2010, dân số của Alpharetta là 57.551 người. Dân số ước tính năm 2014 là 63.038 người.

## Lịch sử
Vào những năm 1830, người Cherokee ở Georgia và các nơi khác ở miền Nam bị buộc phải di dời đến Lãnh thổ người Da Đỏ (Oklahoma ngày nay) theo Đạo luật Loại bỏ người Da đỏ. Những người tiên phong và nông dân sau đó định cư trên mảnh đất mới bị bỏ trống, nằm dọc theo một con đường mòn Cherokee cũ kéo dài từ dãy núi Bắc Georgia đến sông Chattahoochee. Được biết đến như là thị trấn của Milton kể từ tháng 7 năm 1858, sau khi điều lệ vào ngày 11 tháng 12 năm 1858 được thông qua, thành phố Alpharetta gồm các ranh giới mở rộng trong bán kính 0,5 dặm (0,80 km) từ tòa án thành phố. Nó được xem là một bộ phận của Quận Milton cho đến năm 1931, khi Quận Milton được sáp nhập với Quận Fulton để tránh phá sản trong thời kỳ Đại Suy thoái.
Tên của thành phố là một biến thể của tên một cô gái người Da đó hư cấu, Alfarata, trong một bài hát ở thế kỷ 19, "The Blue Juniata". Tên của thành phố cũng được cho là có nguồn gốc từ chữ cái đầu tiên của bảng chữ cái Hy Lạp.

## Địa lý

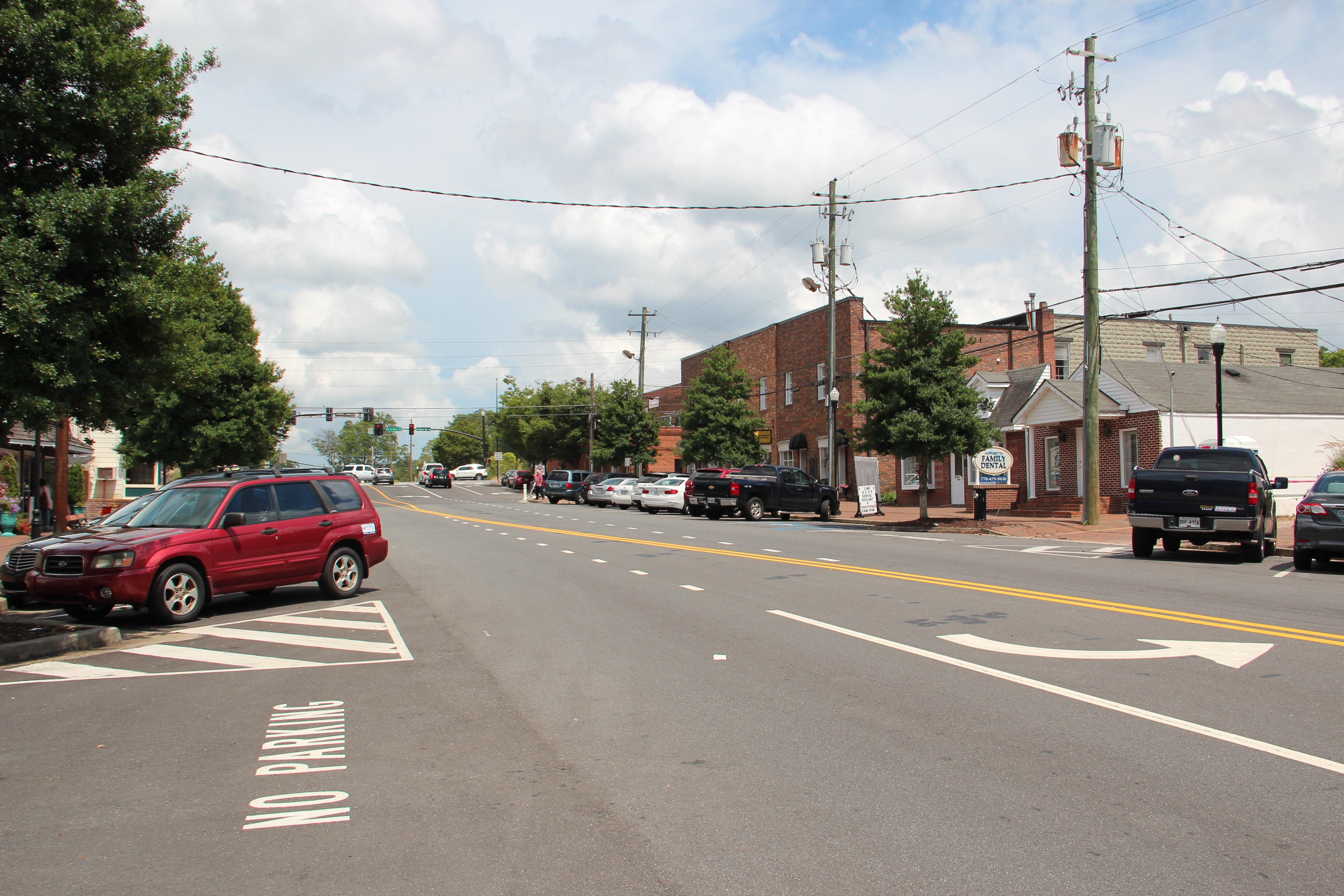
Trung tâm thành phố Alpharetta

Alpharetta nằm ở phía bắc Quận Fulton ở 34 ° 4′24 ″ N 84 ° 16′52 ″ W (34.073318, −84.281086). Nó giáp  với Johns Creek ở phía đông nam, với Roswell ở phía nam và phía tây và với Milton ở phía bắc. Trung tâm thành phố Alpharetta cách trung tâm thành phố Atlanta khoảng 42 km về phía bắc.
Theo Cục Thống Kê Dân số Hoa Kỳ, Alpharetta có tổng diện tích là 27,3 dặm vuông (70,7 km2), trong đó 26,9 dặm vuông (69,7 km2) là đất và 0,39 dặm vuông (1,0 km2), tương đương 1,37%, là nước.

### Khí hậu
Alpharetta có khí hậu cận nhiệt đới ẩm (phân loại khí hậu Köppen Cfa) và là một phần của vùng chịu đựng USDA 7b.

## Dân cư
Theo điều tra dân số năm 2000, Alpharetta có 34.854 người, 13.911 hộ gia đình, và 8.916 gia đình sống trong thành phố. Mật độ dân số là 1.631,6 người trên một dặm vuông (630,0 / km²). Có 14.670 đơn vị nhà ở với mật độ trung bình 686,7 mỗi dặm vuông (265,2 / km²). Dân số đã dần dần tăng lên trong thập kỷ qua. Trong ngày làm việc, thành phố chứa đến hơn 120.000 cư dân, công nhân và du khách, do hơn 3.600 doanh nghiệp nằm trong thành phố.

Theo điều tra dân số năm 2010, thành phần chủng tộc của thành phố Alpharetta như sau:
- Trắng: 72,0%
- Châu Á: 13,7%
- Người da đen hoặc người Mỹ gốc Phi: 11,2%
- Tây Ban Nha hoặc La tinh: 8,7%
- Khác: 2,9%
- Hai hoặc nhiều chủng tộc: 2,8%
- Người Mỹ bản địa: 0,2%
- Người Hawaii bản địa và người Thái Bình Dương khác: 0,1%

Có 13.911 hộ gia đình, trong đó 36,2% có trẻ em dưới 18 tuổi sống chung với bố mẹ, 54,1% là cặp vợ chồng chung sống với nhau, 7,3% là phụ nữ đơn thân và 35,9% không phải là gia đình. 27,7% hộ gia đình được tạo thành từ các cá nhân và 4,2% có người sống một mình 65 tuổi trở lên. Quy mô hộ trung bình là 2,50 và quy mô gia đình trung bình là 3,13.
Trong thành phố, 27,0% dân số dưới 18 tuổi, 7,2% từ 18 đến 24 tuổi, 40,5% từ 25 đến 44 tuổi, 19,4% từ 45 đến 64 tuổi, và 5,8% người từ 65 tuổi trở lên. Độ tuổi trung bình là 33 tuổi. Cứ 100 người nữ giới thì có 98,3 nam giới. Cứ 100 nữ giới từ 18 tuổi trở lên thì có 94,9 nam giới với độ tuổi tương ứng.
 Thu nhập trung bình cho một hộ gia đình trong thành phố là $ 95,888, và thu nhập trung bình cho một gia đình là $ 111,918. Thu nhập bình quân đầu người của thành phố là 42.431 đô la. Nam giới có thu nhập trung bình là $ 79,275 và $ 59,935 đối với nữ giới. Khoảng 2,9% gia đình và 1,2% dân số sống dưới mức nghèo khổ, trong đó có 3% là những người dưới 18 tuổi và 6% là những người ở độ tuổi 65 trở lên.